# 北京前胡
北京前胡（学名：Peucedanum caespitosum）为伞形科前胡属的植物，是中国的特有植物。分布于中国大陆的北京、河北等地，生长于海拔1,300米至2,500米的地区，一般生长在山坡石隙间，目前尚未由人工引种栽培。

## 异名
- Peucedanum trinioides Wolff